# Gábor Babos
Gábor Babos (Sopron, Hungría, 24 de octubre de 1974) es un exfutbolista húngaro que jugaba de portero y su último equipo fue el NAC Breda de Países Bajos.

## Trayectoria como jugador
Desde el año 2000 desarrolló la totalidad de su carrera en el fútbol neerlandés, aunque previamente vistió la camiseta de dos clubes húngaros.
En la temporada 2003-04, cuando jugaba para el NAC Breda, fue elegido el mejor portero del año en la Eredivisie, luego de una gran campaña de su equipo que lo clasificó a la Copa de la UEFA.

## Trayectoria como entrenador
Después de su carrera, Babos comenzó a trabajar como entrenador de porteros para los equipos juveniles del NAC Breda. En noviembre de 2015, se convirtió en entrenador del club amateur BSC de Roosendaal, donde jugaba su hijo, Dani.  A pesar de su nuevo trabajo como entrenador, continuó como entrenador de porteros juveniles en el NAC.
En marzo de 2018, Babos se unió a NEC, reemplazando a Wilfried Brookhuis, quien sufrió una hemorragia intracerebral.
El 16 de diciembre de 2022, Babos fue inscrito en el equipo del NAC Breda como reserva de emergencia debido a la enfermedad de sus tres porteros titulares.

## Honores
MTK Hungría
- Liga húngara : 1997, 1999; subcampeón 2000
- Copa de Hungría : 1997, 1998, 2000

Individual
- Portero del año de fútbol holandés : 2004, 2008

## Clubes
| Club                  | País         | Año       |
| --------------------- | ------------ | --------- |
| FC Sopron             | Hungría      | 1993-1995 |
| MTK Budapest          | Hungría      | 1995-2000 |
| NAC Breda             | Países Bajos | 2000-2004 |
| Feyenoord             | Países Bajos | 2004-2006 |
| NEC Nijmegen (cedido) | Países Bajos | 2005-2006 |
| NEC Nijmegen          | Países Bajos | 2006-2013 |
| NAC Breda             | Países Bajos | 2013-2015 |

## Selección nacional
Fue internacional con la selección de fútbol de Hungría en 27 ocasiones entre los años 1997 y 2009.